# Chaetonopsis spinosa
Chaetonopsis spinosa là một loài ruồi trong họ Tachinidae.